# Parque nacional de Cainji
O Parque nacional de Cainji (em inglês: Kainji National Park) é o parque nacional da Nigéria, surgido em 1975 pela fusão da Reserva de caça de Borgu com a Reserva de caça de Zugurma. O setor ocidental de Borgu foi estabelecido como 'Reserva Florestal de Autoridade Nativa' na seção 22 do código florestal em 1961 e 1966, enquanto Zugurma foi demarcada em 1964 e publicada oficialmente em 1971. O decreto de 1979 autorizou o parque a adquirir outros 374 272 hectares de terras em Uaua, Caiama, Babaua, Iaxiquira e Bussa, todos em Borgu, e 137 080 em Zugurma. Totaliza 5 341 quilômetros quadrados e está numa altitude de 100-339 metros.